# Dasyhelea paracuminata
Dasyhelea paracuminata är en tvåvingeart som beskrevs av Remm 1980. Dasyhelea paracuminata ingår i släktet Dasyhelea och familjen svidknott.
Artens utbredningsområde är Tadzjikistan. Inga underarter finns listade i Catalogue of Life.